# Isachne homonyma
Isachne homonyma là một loài thực vật có hoa trong họ Hòa thảo. Loài này được Veldkamp mô tả khoa học đầu tiên năm 2004.